# 짱구는 못말려 극장판: 격돌! 낙서왕국과 얼추 네 명의 용사들
《짱구는 못말려 극장판: 격돌! 낙서왕국과 얼추 네 명의 용사들》(クレヨンしんちゃん 激突! ラクガキングダムとほぼ四人の勇者)은 일본에서 2020년 9월 11일에 개봉된 짱구는 못말려의 애니메이션 영화 시리즈의 제 28부작이다. 코로나 바이러스로 인해 흥행에 실패하여 매출이 크게 감소했다.

## 등장인물
- 노하라 신노스케 목소리 역 : 코바야시 유미코
- 노하라 미사에 목소리 역 : 나라하시 미키
- 노하라 히로시 목소리 역 : 모리카와 토시유키
- 노하라 히마와리 목소리 역 : 코로오기 사토미
- 부리부리 자에몽 목소리 역 : 카미야 히로시
- 사과/딸기/멜론 목소리 역 : 링고 짱
- 국방장관 목소리 역 : 야마다 유키
- 낙서왕국의 공주 목소리 역 : 캬리 파뮤파뮤
- 브리프 목소리 역 : 토미나가 미나
- 가짜 나나코 목소리 역 : 이토 시즈카
- 유마 목소리 역 : 쿠로사와 토모요
- 낙서왕 목소리 역 : 나카타 죠지
- 식품 장관 목소리 역 : 토비타 노부오
- 에너지 장관 목소리 역 : 코스기 쥬로타
- 석기시대 사람 목소리 역 : 이노우에 키쿠코
- 마법사 목소리 역 : 미츠야 유지
- 궁정화가 목소리 역 : 히라타 히로아키
- 유마의 엄마 목소리 역 : 노토 마미코
- 귀신중사 목소리 역 : 겐다 텟쇼
- 보오 목소리 역 : 사토 치에
- 원장선생 목소리 역 : 모리타 준페이
- 요시나가 선생 목소리 역 : 나나오 하루히
- 마츠자카 선생 목소리 역 : 토미자와 미치에

### 한국어
- 짱구 : 박영남
- 짱구 엄마, 맹구 : 강희선
- 짱구 아빠 : 김환진
- 짱아, 철수 : 여민정
- 흰둥이, 유리 : 정유미
- 훈이, 이슬, 낙서 이슬 : 정혜옥
- 부리부리 용사 : 시영준
- 브리프 : 강새봄
- 유민 : 이새벽
- 낙서왕국 공주 : 박시윤
- 낙서왕 : 온영삼
- 국방 장관 : 김다올
- 사과, 딸기, 멜론 감독관 : 이상호
- 채성아, 철수 엄마 : 이용신
- 나미리 : 한채언
- 차은주 : 윤여진
- 원장 선생님 : 현경수
- 광자, 치타, 최마리 : 김율
- 김용숙 : 정혜원
- 이은혜 : 박리나
- 옆집 아줌마 : 김현심
- 유민 엄마 : 유혜지
- 에너지 장관, 뉴스 앵커, 시민 : 김동현
- 석기시대인, 시민 : 박이서
- 마법사, 시민 : 김윤기
- 근육중사, 시민 : 황동현
- 빅토리, 낙서병사, 시민 : 이우리
- 사회자, 시민 : 채림
- 낙서, 시민 : 이달래
- 가짜 이슬이 누나 : 정혜옥

## 스태프
본작의 감독은 2018년부터 TV 시리즈에 참가한 쿄고쿠 타카히코가 맡게 되었다.

## 참고 사항
- 정면승부! 로봇아빠의 역습처럼 이례적으로 정보가 일찍 공개되었다.[1]